# Microtus schidlovskii
Microtus schidlovskii és una espècie de mamífer rosegador de la família dels cricètids. Viu a altituds d'entre 1.400 i 1.700 msnm a Armènia, Geòrgia i Turquia. Els seus hàbitats naturals són les estepes xerofítiques i estepes-prats, així com camps de conreu i horts. L'espècie M. socialis ocupa altituds més baixes. És una espècie en risc mínim, és a dir, no sembla que hi hagi cap amenaça significativa per a la seva supervivència.